# Tha F.Q's Style
「Tha F.Q's Style」（ザ・エフキューズ・スタイル）は、ボーカル・ユニットFoxxi misQが2006年7月19日にリリースしたメジャー・デビュー・シングル。

## 解説
初回限定盤「CD+DVD」と通常盤「CDのみ」の2形態で発売。デビューを決める最終プレゼンで唄われた。MCJiNとのフィーチャリング作品。

## タイアップ
シューズブランド・スケッチャーズのイメージキャラクターであるため、MV内では一部同社のシューズを前面に押し出す箇所が見られる。また、「PROJECT SKECHERS」の店頭MVは同社製品をより強調する編集となっている。

## ミュージック・ビデオ
ある巨大勢力の支配下に置かれた200X年の都市、「NEO-TOKYO」が舞台。Foxxi misQは、希望を閉ざされた若者達の前に突如現れた救世主という設定である。

## 収録曲

### CD
1. Tha F.Q's Style -feat.JiN-
  - 作詞:Nao'ymt 作曲・編曲:Face 2 fAKE
  - 日本テレビ系「ダウンタウンDX」2006年8・9月度エンディングテーマ
  - 日本テレビ系「歌スタ!!」7月のお題歌
  - 「2006 SKECHERS」TV-CFイメージソング
2. Tha F.Q's Style （Instrumental）
3. Tha F.Q's Style （Tarot&Tommy Wada Mix）表題曲のリミックス
4. Tha F.Q's Style （IN YA AREA Remix）表題曲のリミックス

### DVD
1. Tha F.Q's Style -feat.JiN- VIDEO CLIP
次作以降に続くかのような構成になっている。